# سولبنتین
سولبنتین (انگلیسی: Sulbentine) یا دی‌بنتیزون یک داروی ضد قارچ است.